# Jack Grealish
Jack Peter Grealish (10 de setembre de 1995) és un futbolista professional anglès que juga de volant o mitjapunta pel Manchester City de la Premier League.
Jack Grealish va començar la seva carrera professional al Notts County, un equip que en aquell moment jugava a la EFL League One mitjançant una cessió, després d'això, va tornar a l'Aston Villa fins a la temporada 2021-2022 que fitxa pel Manchester City per 117 milions d'euros.

## Palmarès
Manchester City FC
- 1 Campionat del Món de Clubs: 2023
- 1 Lliga de Campions de la UEFA: 2022-23
- 1 Supercopa d'Europa: 2023
- 3 Lligues angleses: 2021-22, 2022-23, 2023-24
- 1 Copa anglesa: 2022-23
- 1 Community Shield: 2024